# Берёзовая Речка (Кемеровская область)
Берёзовая Речка — посёлок в Таштагольском районе Кемеровской области. Входит в состав Каларского сельского поселения.

## География
Центральная часть населённого пункта расположена на высоте 351 метров над уровнем моря.

## Население
По данным Всероссийской переписи населения 2010 года, в посёлке Берёзовая Речка проживает 77 человек (46 мужчин, 31 женщина).